# Annone II
Annone II (in punico, 𐤇𐤍𐤀, Ḥn' ; V secolo a.C.) è stato un navigatore e re di Cartagine.

## Storia
Annone II non viene ricordato soprattutto per i suoi meriti bellici ed espansionistici, comunque poco numerosi, ma per aver dato prestigio economico alla città, ex-colonia dei Fenici. Il suo regno, fra i più longevi della storia di Cartagine, ha portato ad una definitiva consacrazione della potenza cartaginese.
Le spedizioni in Marocco e in Occidente gli fecero sottomettere la vasta regione a Sud-Ovest di Cartagine, compresa Tugga, tant'è che Dione Crisostomo nel I secolo gli si riferisce come;
(Dione Crisostomo)
sottintendendo che Cartagine era diventata africana e occidentale e non più fenicia.
Compì due spedizioni da Cerne, in Libia, al Senegal, dove prese dei pigmei e li portò a Cartagine, dove espose le loro pelli, che erano ancora visibili nel 146 a.C. al tempo della distruzione della città.
Egli governò per circa quaranta anni, dal 480 a.C. circa al 440 a.C. circa. Il suo successore fu il fratello Imilcone I e Annibale I.